# Konstantín Kobets
Konstantín Ivánovich Kobets (en ruso: Константин Иванович Кобец; Kiev, República Socialista Soviética de Ucrania; 16 de julio de 1939 - Moscú, 30 de diciembre de 2012) fue un general del ejército ruso que asumió el cargo de Jefe Adjunto del Estado Mayor Soviético para las comunicaciones y el puesto de ministro de Defensa de la República Socialista Federativa Soviética de Rusia, con Borís Yeltsin.

## Biografía
En 1956, se alistó en el Ejército Soviético, ingresando tres años más tarde (1959) en la escuela militar de Comunicaciones de Kiev. Años más tarde llegó a formar parte de la Academia Militar del Estado Mayor de las Fuerzas Armadas de la Unión Soviética, donde se doctoró en Ciencias Militares y fue profesor en 1989. En 1986, formó parte de los operativos posteriores al accidente en la central nuclear de Chernóbil. En 1988, alcanzó el grado de coronel general de las Fuerzas Armadas.
En agosto de 1991, durante el intento de golpe de Estado en la Unión Soviética, Kobets apoyó al entonces presidente de la República Socialista Federativa Soviética de Rusia, Borís Yeltsin. Entre el 19 de agosto y el 9 de septiembre de 1991, Kobets fue designado ministro de Defensa de la RSFS de Rusia, si bien el cargo fue algo simbólico en dichos momentos.
Fue presidente del comité de reforma militar del gobierno ruso a finales de 1991. En esa posición, desarrolló un plan para crear unas Fuerzas Armadas de la Comunidad de Estados Independientes, si bien fracasó tras su presentación al consejo de oficiales, quedando como resultado final la división entre las distintas repúblicas. Un año más tarde, en mayo de 1992, fueron creadas las nuevas Fuerzas Armadas de la Federación de Rusia, como sucesora del Ejército Soviético.
Desde septiembre de 1992, Kobets fue inspector militar jefe de las Fuerzas Armadas de la Federación de Rusia, y desde enero de 1995 fue Secretario de Estado y Viceministro de Defensa de la Federación de Rusia.
El 18 de mayo de 1997, fue destituido de su cargo en las Fuerzas Armadas y arrestado por cargos de soborno y posesión ilegal de armas. Su nombre estaba constantemente en el centro de varios escándalos de corrupción. A los comunistas y ultranacionalistas les desagradaba su adhesión al presidente Yeltsin. Sentenciado a dos años de prisión en 1997 por corrupción y mal uso de los fondos del Ministerio de Defensa, en 1998 admitió su culpa y fue puesto en libertad bajo fianza. En 2000, su caso fue desestimado bajo una amnistía, después de lo cual declaró que su confesión de culpa hecha anteriormente por él no era válida.
Falleció en Moscú el 30 de diciembre de 2012, a los 73 años de edad. Fue enterrado en el cementerio Troyekúrovskoye.